# 哈魯查克村
哈魯查克村（波斯語：‎，罗马化：Halū Chāk），是伊朗吉兰省阿姆拉什县兰库区科吉德鄉的一个村。2006年人口普查顯示該村人口为25人，分佈在7个家庭中。